# Anthony Ribelin
Anthony Ribelin (Nimes, Francia; 8 de abril de 1996) es un futbolista francés. Se desempeña en la posición de centrocampista ofensivo y su equipo actual es el US Marseille Endoume del Championnat National 2 de Francia. Ha sido internacional con la selección francesa en las categorías sub-16 y sub-19.

## Trayectoria

### Clubes
Ribelin nació en Nimes y a los diez años se unió a las categorías inferiores del Montpellier H. S. C. En junio de 2016, fichó por el Stade Rennais por tres años más otro opcional. Sin embargo, tras ser pretendido por el Red Star F. C., el F. C. Bourg-Péronnas y el Stade Lavallois, en enero de 2017 fue transferido a préstamo sin opción de compra al Paris F. C. Luego de unos meses allí, regresó al Stade Rennais, donde no consiguió disputar muchos minutos. Principalmente por esto, en enero de 2018 fue cedido hasta final de temporada al L'Entente S. S. G. de la tercera división de Francia. El Stade Rennais confirmó que liberaría al jugador cuando el préstamo concluyera.

### Selección nacional
Con la selección francesa sub-16 Ribelin jugó dos partidos, mientras que con la categoría sub-19 disputó tres encuentros, aunque no consiguió anotar en ninguno de estos.  

## Estadísticas
La siguiente tabla detalla los encuentros disputados y los goles marcados por Ribelin en los clubes en los que ha militado.
| Montpellier H. S. C. Francia                                                                                     | 4.ª           | 2014-15       | 11  | 0 | 0  | 0 | 0 | 0 | 11  | 0 |
| Montpellier H. S. C. Francia                                                                                     | 1.ª           | 2014-15       | 7   | 0 | 0  | 0 | 0 | 0 | 7   | 0 |
| Montpellier H. S. C. Francia                                                                                     | 1.ª           | 2015-16       | 1   | 0 | 1  | 0 | 0 | 0 | 2   | 0 |
| Montpellier H. S. C. Francia                                                                                     | Total club    | Total club    | 19  | 0 | 1  | 0 | 0 | 0 | 20  | 0 |
| Stade Rennais Francia                                                                                            | 1.ª           | 2016-17       | 0   | 0 | 0  | 0 | 0 | 0 | 0   | 0 |
| Stade Rennais Francia                                                                                            | 4.ª           | 2016-17       | 10  | 5 | 0  | 0 | 0 | 0 | 10  | 5 |
| Stade Rennais Francia                                                                                            | Total club    | Total club    | 10  | 5 | 0  | 0 | 0 | 0 | 10  | 5 |
| Paris F. C. Francia                                                                                              | 3.ª           | 2017-18       | 15  | 3 | 0  | 0 | 0 | 0 | 15  | 3 |
| Paris F. C. Francia                                                                                              | Total club    | Total club    | 15  | 3 | 0  | 0 | 0 | 0 | 15  | 3 |
| L'Entente S. S. G. Francia                                                                                       | 3.ª           | 2017-18       | 5   | 0 | 0  | 0 | 0 | 0 | 5   | 0 |
| L'Entente S. S. G. Francia                                                                                       | Total club    | Total club    | 5   | 0 | 0  | 0 | 0 | 0 | 5   | 0 |
| Marseille Endoume Francia                                                                                        | 4.ª           | 2018-19       | 21  | 0 | 0  | 0 | 0 | 0 | 21  | 0 |
| Marseille Endoume Francia                                                                                        | Total club    | Total club    | 21  | 0 | 0  | 0 | 0 | 0 | 21  | 0 |
| Bourg-Péronnas Francia                                                                                           | 3.ª           | 2019-20       | 15  | 0 | 7  | 0 | 0 | 0 | 22  | 0 |
| Bourg-Péronnas Francia                                                                                           | 3.ª           | 2020-21       | 25  | 0 | 0  | 0 | 0 | 0 | 25  | 0 |
| Bourg-Péronnas Francia                                                                                           | 3.ª           | 2021-22       | 16  | 1 | 2  | 0 | 0 | 0 | 18  | 1 |
| Bourg-Péronnas Francia                                                                                           | Total club    | Total club    | 56  | 1 | 9  | 0 | 0 | 0 | 65  | 1 |
| Total carrera | Total carrera | Total carrera | 126 | 9 | 10 | 0 | 0 | 0 | 136 | 9 |
| (1) Incluye datos de la Copa de Francia y Copa de la Liga de Francia (2) No incluye goles en partidos amistosos. |               |               |     |   |    |   |   |   |     |   |